# Dido Michielsen
Dido Michielsen (Amersfoort, 1957) is een Nederlands schrijfster. Ze schreef diverse non-fictie boeken, waaronder biografische werken. In 2019 verscheen haar debuutroman 'Lichter dan ik'. Michielsen won de Nederlandse Boekhandelsprijs in 2020. Michielsen stamt af van een njai, de bijvrouw van een Hollandse man in Indië. Ze is getrouwd met Auke Kok en heeft twee dochters.